# Schrijvende hand
Het kunstwerk Schrijvende Hand is een lichtkunstwerk van de hand van de Nederlandse kunstenares Marte Röling. Dit kunstwerk is in 1975 boven in de gevel van het ING-kantoor op de hoek van de Tesselschadestraat en de Harlingertrekweg te Leeuwarden aangebracht, voorheen een kantoor van de Postbank.

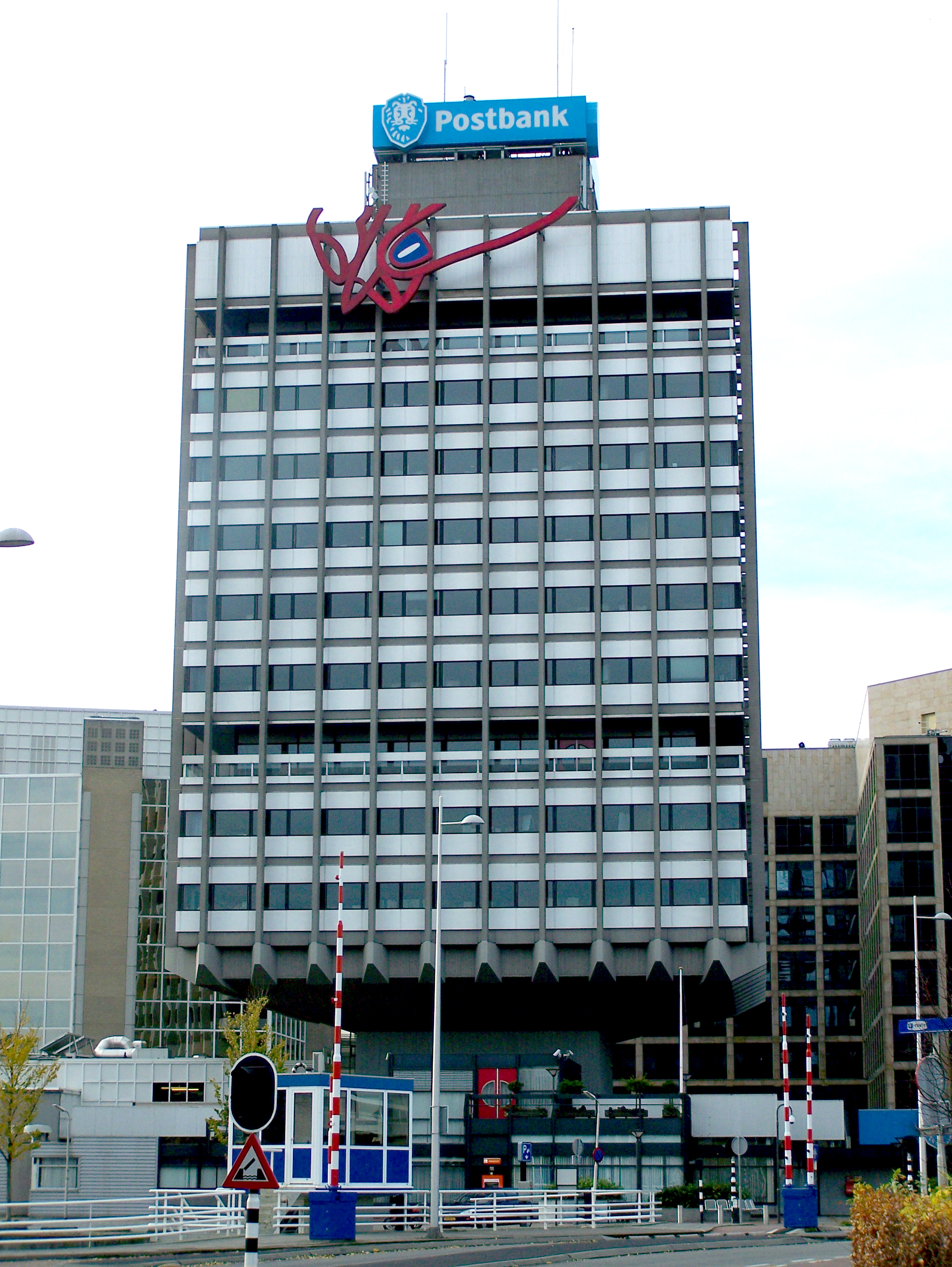
Het kunstwerk aan de gevel van het gebouw (2008)